# Vacerra bonfilius
Vacerra bonfilius is een vlinder uit de familie van de dikkopjes (Hesperiidae). De wetenschappelijke naam van de soort is voor het eerst geldig gepubliceerd in 1824 door Pierre André Latreille.